# Protestantse kerk (Grevenbicht)
De voormalige protestantse kerk is een voormalig protestants kerkgebouw te Grevenbicht in de Nederlandse provincie Limburg. Het gebouw is gelegen aan Heilige Kruisstraat 30. Op ongeveer 80 meter noordelijker staat de Kruiskapel.

## Geschiedenis
De kerk werd gebouwd in 1851 als Hervormde kerk, en de Somerense architecten Damen en de Wit tekenden voor het ontwerp. Grevenbicht heeft een -voor Limburgse begrippen- betrekkelijk omvangrijke protestantse bevolking, die ongeveer 8% van het totaal uitmaakt.
In 2004 werd het, ten gevolge van de kerkenfusie, een protestantse kerk, en in 2011, toen de protestantse gemeente Grevenbicht fuseerde met die van Sittard tot de protestantse gemeente Sittard-Grevenbicht, kwam het kerkje in het bezit van een stichting, en tegenwoordig dient het gebouw een sociaal-cultureel doel met behoud van het interieur.
Vanouds was hier ook een protestantse basisschool, vernoemd naar ds. Deeleman. In 2015 fuseerde deze met twee katholieke basisscholen in Grevenbicht en Obbicht tot basisschool de Kingbeek.

## Gebouw
Het betreft een eenvoudig zaalkerkje in traditionalistische stijl met neogotische elementen (steunberen, gietijzeren spitsboogvensters). De plattegrond is rechthoekig met een afgeronde achterzijde waarin zich de consistoriekamer bevindt. Het interieur is gaaf en omvat lambriseringen met banken, een kansel, en toegangsdeuren. Een doksaal met daarop een orgel van 1896. Dit orgel, een geschenk van barones Dirckninck von Holfeld gravin de Hompesch Rürich, werd gebouwd door de Roermondse firma gebr. Franssen. Op het zadeldak bevindt zich een met leien bedekte dakruiter waarin zich een klokje bevindt.
De kerkruimte wordt overwelfd door een houten tongewelf.
Achter de kerk bevindt zich de begraafplaats.
Het kerkje is geklasseerd als Rijksmonument.